# 1 септември
1 септември е 244-тият ден в годината според григорианския календар (245-и през високосна). Остават 121 дни до края на годината.

## Събития
- 1271 г. – Григорий X е избран за римски папа.
- 1364 г. – Папа Урбан V издава указ за създаване на Краковската академия.
- 1581 г. – Казашкият атаман Ермак Тимофеевич започва военния си поход в Сибир.
- 1804 г. – Немският астроном Карл Лудвиг Хардинг открива третия астероид в Слънчевата система – 3 Юнона.
- 1870 г. – Френско-пруската война: В Битката при Седан Прусия постига решителна победа.
- 1887 г. – Съставено е петнадесетото правителство на България, начело със Стефан Стамболов.
- 1897 г. – В Бостън, Масачузетс е открито първото метро в Северна Америка.
- 1914 г. – Санкт Петербург сменя името си на Петроград.
- 1916 г. – Първа световна война: България обявява война на Румъния.
- 1920 г. – Франция създава Ливан, който е под френска протектура до 1946 г.
- 1923 г. – Голямото земетресение в Канто опустошава района на Токио в Япония, жертвите са над 140 000, а бездомните 2,5 милиона.
- 1928 г. – Албания е обявена за кралство и първи крал става Зог I.
- 1937 г. – Открит е изложбеният център Ърлс Корт Сентър в Лондон, Великобритания.
- 1939 г. – Втора световна война: Нацистка Германия напада Полша, с което започва войната.
- 1950 г. – В Париж се състои първият конгрес на Международната астрономическа федерация.
- 1953 г. – Самолетът при полет 178 на „Ер Франс“ се разбива във Френските Алпи близо до Барселонет. Всички 42 души на борда са загиват.
- 1965 г. – Създадена е израелската комунистическа партия Маки.
- 1966 г. – Самолетът при полет 105 на „Британия Еъруейс“ се разбива на 3 км югоизточно от летище „Брник“, Югославия и убива 98 от общо 117 пътници и екипаж на борда.
- 1968 г. – Водачът на Пражката пролет Александър Дубчек претърпява автомобилна катастрофа и по-късно умира през 1992 г.
- 1969 г. – След държавен преврат в Либия, полковник Муамар ал-Кадафи взима властта, която по-късно предава на Народни Комитети.
- 1972 г. – В Рейкявик, Исландия, американецът Боби Фишер побеждава руснака Борис Спаски и става световен шампион по шахмат.
- 1974 г. – Във Враца е открит газопроводът СССР-НРБ.
- 1979 г. – Американският космически кораб Пионер 11 става първият апарат, който посещава Сатурн, като минава покрай планетата на разстояние от 21 000 км.
- 1983 г. – „Студената война“: Съветски изтребител „Су-15“ на СССР сваля над остров Сахалин, южнокорейски пътнически самолет „Боинг 747“ (Полет 007 на „Кориън Еър Лайнс“), който неволно навлиза в съветското въздушно пространство поради грешно зададен маршрут в навигационната система на самолета от пилотите. Сваленият самолет превозва 246 пътници + 23 души екипаж, като изпълнява редовен полет от Ню Йорк за Сеул (с междинно кацане в Анкъридж). Свален е, след като се отклонява 500 километра от курса. Загиват всичките 269 души на борда. Инцидентът предизвика сериозно влошаване, на и без това обтегнатите отношения между СССР и САЩ. Президентът на САЩ Роналд Рейгън, след инцидента обявява кръстоносен поход срещу комунизма.
- 1985 г. – Съвместна американско-френска експедиция локализира останките на Титаник.
- 1991 г. – Узбекистан обявява независимостта си от СССР.
- 1997 г. – 11 миньори загиват в мини Бобов дол вследствие на експлозия.
- 1999 г. – Ботев (Луковит) отново започва дейност
- 2004 г. – Терористичен акт в Беслан: Въоръжени терористи взимат за заложници стотици ученици в руския град Беслан в Северна Осетия.

## Родени
- 1336 г. – Стефан Урош V, сръбски крал и цар († 1371 г.)
- 1637 г. – Никола Катина, френски Генерал († 1712 г.)
- 1854 г. – Сава Коев, български опълченец и журналист
- 1858 г. – Трайко Китанчев, български революционер († 1895 г.)
- 1864 г. – Александър Танев, български военен († 1932 г.)
- 1875 г. – Едгар Бъроуз, американски писател († 1950 г.)
- 1876 г. – Иван Вулпе, български оперен певец и музикален педагог († 1929 г.)
- 1878 г. – Александра Сакскобургготска, британска принцеса († 1942 г.)
- 1887 г. – Блез Сандрар, швейцарски писател и поет († 1961 г.)
- 1888 г. – Симеон Петров, български авиатор († 1950 г.)
- 1896 г. – Бхактиведанта Свами Прабхупада, индийски религиозен водач († 1977 г.)
- 1898 г. – Димитър Талев, български писател († 1966 г.)
- 1898 г. – Фридрих Георг Юнгер, немски писател († 1977 г.)
- 1899 г. – Анастас Петров, български балетист († 1978 г.)
- 1911 г. – Михаил Михеев, руски писател († 1993 г.)
- 1922 г. – Златка Измирлиева, български математик и педагог († 2003 г.)
- 1923 г. – Роки Марчиано, американски боксьор († 1969 г.)
- 1925 г. – Рой Глаубер, американски физик, Нобелов лауреат († 2018 г.)
- 1932 г. – Христо Недялков, български композитор († 2013 г.)
- 1933 г. – Атанас Ценев, български сценарист
- 1939 г. – Лили Томлин, американска актриса
- 1942 г. – Антониу Лобу Антунеш, португалски писател
- 1942 г. – Каролайн Чери, американска писателка
- 1944 г. – Леонард Слаткин, американски диригент
- 1945 г. – Мустафа Балел, турски писател
- 1946 г. – Но Му-хен, южнокорейски политик († 2009 г.)
- 1951 г. – Тимъти Зан, американски писател
- 1953 г. – Валентин Пензов, български композитор († 2019 г.)
- 1954 г. – Филип Вуянович, президент на Черна Гора
- 1955 г. – Тодор Митов, български футболист
- 1956 г. – Катерина Евро, българска актриса
- 1956 г. – Прамод Митал, индийски бизнесмен
- 1957 г. – Валентин Княжевич, български даскал, историк-краевед и генеалог
- 1957 г. – Глория Естефан, кубинска певица
- 1959 г. – Нели Топалова, българска актриса
- 1961 г. – Тонино Бенакиста, френски писател
- 1962 г. – Рууд Гулит, холандски футболист
- 1963 г. – Светослав Минчев, български публицист
- 1967 г. – Андреас Майер, немски писател
- 1968 г. – Димитър Авджийски, български футболист
- 1971 г. – Хакан Шюкюр, турски футболист
- 1983 г. – Кирил Терзиев, български борец
- 1989 г. – Близнаците Бил Каулиц и Том Каулиц, немски музиканти (Токио Хотел)
- 1996 г. – Зендая Колман, американска певица и актриса
- 1997 г. – Чон Чонг Кук, южнокорейски певец, автор на песни и продуцент на звукозаписи.

## Починали
- 1557 г. – Жак Картие, френски пътешественик (* 1491 г.)
- 1687 г. – Хенри Мор, английски философ (* 1614 г.)
- 1715 г. – Луи XIV, крал на Франция (* 1638 г.)
- 1838 г. – Уилям Кларк, американски пътешественик и откривател (* 1770 г.)
- 1906 г. – Джузепе Джакоза, италиански писател, драматург и либретист (* 1847 г.)
- 1920 г. – Константин Кирков, български военен деец (* 1869 г.)
- 1948 г. – Чарлз Биард, американски историк (* 1874 г.)
- 1953 г. – Жак Тибо, френски цигулар (* 1880 г.)
- 1953 г. – Теодор Капидан, румънски лингвист (* 1879 г.)
- 1958 г. – Димитър Дечев, български класически филолог (* 1877 г.)
- 1970 г. – Зорка Йорданова, българска драматична актриса (* 1904 г.)
- 1970 г. – Франсоа Мориак, френски писател, Нобелов лауреат през 1952 г. (* 1885 г.)
- 1981 г. – Алберт Шпеер, нацистки архитект и министър на военната промишленост (* 1905 г.)
- 1982 г. – Владислав Гомулка, полски комунистически политик и държавник (* 1905 г.)
- 1988 г. – Луис Алварес, американски физик, Нобелов лауреат през 1968 г. (* 1911 г.)
- 1992 г. – Пьотър Ярошевич, полски партиен и държавен деец (* 1909 г.)
- 1996 г. – Люба Велич, българо-австрийска певица (* 1913 г.)
- 2003 г. – Райнер Малковски, немски поет (* 1939 г.)
- 2024 г. – Иван Тренев, български поет (* 1931 г.)

## Празници
- Православна църква – Начало на Църковната нова година; свети Симеон Стълпник (Симеоновден)
- Ден на движението на необвързаните страни – Чества се от 1981 г. На тази дата през 1961 г. в Белград представители на 25 държави от Африка, Азия и Европа участват в Първата конференция на необвързаните страни
- Празник на Криводол – На 1 септември 1969 г. е обявен за град
- България – Ден на Драгоман (за 2012 г.) – Чества се първата събота, след 29 август. Датата се определя с решение на Общински съвет и е във връзка с обявяването на Драгоман за град през 1963 г.
- Италия – Празник на град Аквино
- Либия – Ден на Революцията (1969 г., държавен преврат под ръководството на Муамар Кадафи, национален празник)
- Пуерто Рико – Ден на труда
- Русия – Ден на знанието (първи учебен ден)
- Сингапур – Ден на учителя
- Словакия – Ден на конституцията (1992 г., национален празник)
- Узбекистан – Ден на независимостта (от СССР, 1991, национален празник)